# Steinenberg (Tübingen)
Der Steinenberg im Schönbuch ist ein 490,8 m ü. NHN hoher Berg bei Tübingen im baden-württembergischen Landkreis Tübingen. Auf seinem Gipfel steht der Steinenbergturm.

## Geographie

### Lage
Der Steinenberg liegt als höchste Erhebung des Schönbuchtraufs etwa 2 km (Luftlinie) nordwestlich der Tübinger Innenstadt. Auf der Ostflanke des bewaldeten Bergs befindet sich unter anderem die Berufsgenossenschaftliche Unfallklinik Tübingen, und jenseits der dortigen Schnarrenbergstraße geht die Landschaft in den Schnarrenberg über. Im Nordwesten liegt der von 1857 bis 1859 mit Kiefern aufgeforstete „Steinenberger Egert“.

### Naturräumliche Zuordnung
Der Steinenberg gehört in der naturräumlichen Haupteinheitengruppe Schwäbisches Keuper-Lias-Land (Nr. 10), in der Haupteinheit Schönbuch und Glemswald (104) und in der Untereinheit Schönbuch (104.1) zum Naturraum Tübinger Stufenrandbucht (104.10). Zur selben Untereinheit gehörende und zugleich in Bergnähe liegende Nachbarnaturräume sind: Walddorfer Platten (104.13) im Norden und Südlicher Schönbuch (104.12) im Nordwesten.

## Geologie
Die Geologie des Steinenbergs wird durch den Mittleren Keuper und zum Teil durch den Oberen Keuper geprägt. Im oberen Teil gibt es teilweise Löss- und Lößlehmauflagen. Die Hochlagen werden von Knollenmergel und Rhätsandstein aufgebaut. Der Knollenmergel besteht aus einer etwa 35 m mächtigen, homogenen Schicht feinkörniger Mergel violetter Farbe. Diese ist mit karbonatischen, meist dolomitischen „Knollen“ durchsetzt. Die Knollenmergelhänge sind als Baugrund wegen Rutschungen des tonigen Gesteins im feuchten Zustand schlecht geeignet. Die Feinporen des Tongesteins können sehr viel Wasser aufnehmen und dadurch ihr Volumen auf das Dreifache steigern.
Über dem leicht erodierbaren Knollenmergel befindet sich eine geschlossene etwa
400 m lange und bis zu 70 m breite Platte aus Rhätsandstein. Dieser ist morphologisch sehr hart und damit schwer erodierbar, so dass es zu einer Stufenbildung kommt. Dabei lösen sich Geröllbrocken aus der Grenzschicht zwischen Rhätsandstein und Knollenmergel. Diese herausgelösten Steine gaben dem „Steinenberg“ seinen Namen.

## Landwirtschaftliche Nutzung
Der Südhang des Steinenbergs wurde bis Anfang des 20. Jahrhunderts von den Tübinger Weingärtnern – den so genannten Gôgen – als Weinberg genutzt. Die damaligen Anbauflächen sind heute Streuobstwiesen oder liegen wegen der schlechten Bodenqualität fast gänzlich brach. Allerdings ist die weinbaubedingte Terrassierung des Hangs noch heute sichtbar.

## Steinenbergturm
Auf dem Steinenberg steht seit 1898 der Aussichtsturm Steinenbergturm, von dem man nach Süden über Tübingen zur Schwäbischen Alb und im Norden zu den Höhenzügen des Schönbuchs blicken kann.